# 印巴控制線

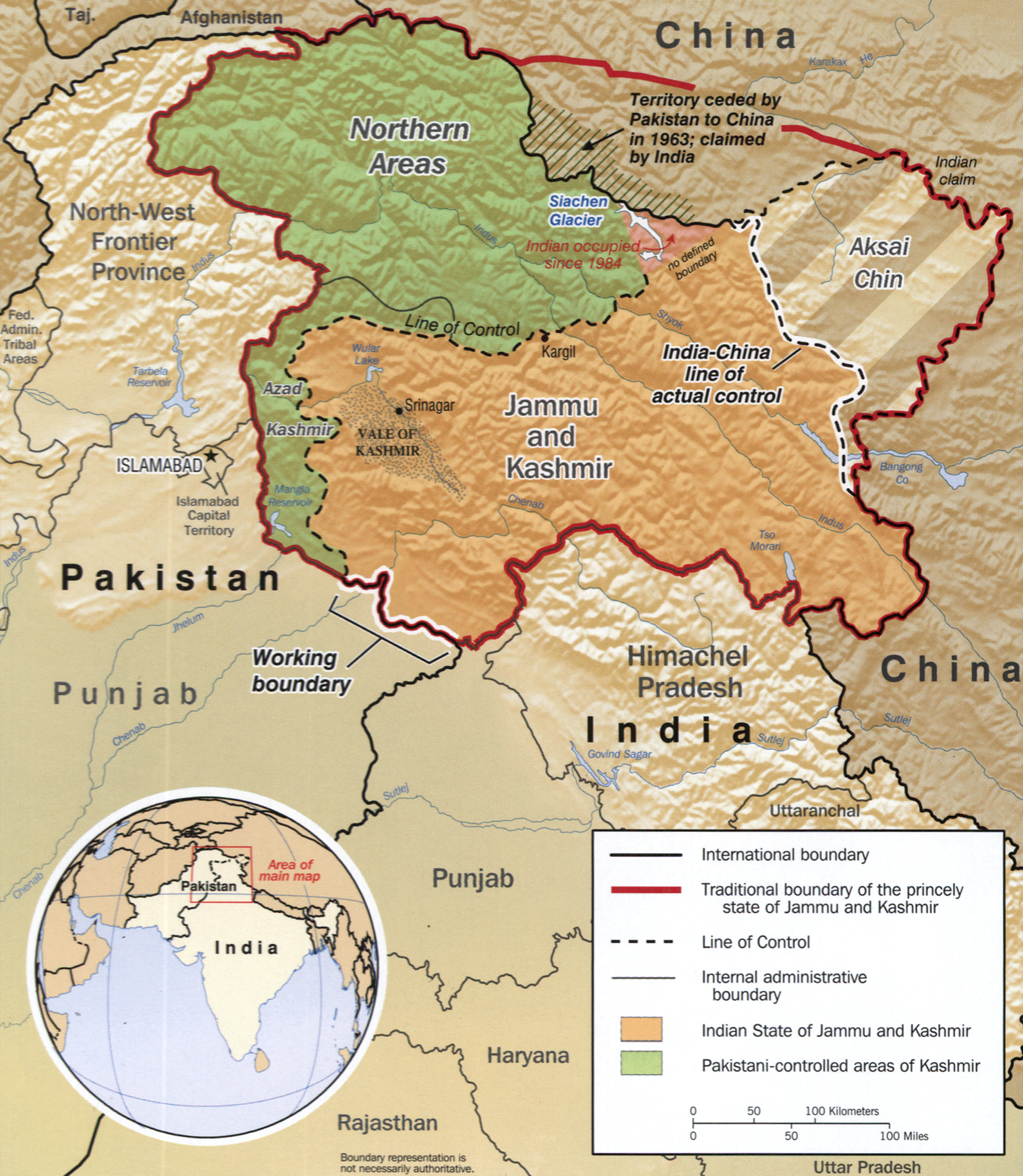
绿色是巴基斯坦管辖区，橙色是印度管辖区（1980年CIA地图）

印巴控制线简称控制线（英語：Line of Control），是指印度和巴基斯坦目前在克什米尔实际控制地区已划定的分界线。控制线延伸到锡亚琴冰川附近，被未划定的实际地面位置线取代。

## 由来
1947年，英属印度政府提出蒙巴顿方案，在印巴分治後成立印度和巴基斯坦两个独立国家，按分治协议规定印度帝国内的土邦均可自由决定加入印度或者巴基斯坦。当时查谟和克什米尔情况较为特殊，一方面其土邦主是印度教徒，并于1947年10月27日宣布加入印度；一方面其大部分人口是穆斯林，希望加入巴基斯坦，因此印巴两国均声称对克什米尔享有主权。1948年，印巴两国在克什米尔爆发冲突，经联合国调停进行谈判，停战後两国军队均后撤至停火线之后。根据《卡拉奇協議》，该停火线即成为两国在克什米尔实际控制区的分界线，称「印巴停火線」。在1971年战争后，两国军队按照停火线签字认可了边界线的精确走向，印度在查谟和克什米尔、拉达克地区与巴基斯坦控制的自由克什米爾和北部区域之间776公里长的控制线已经划定。1972年的《西姆拉协定》正式确认两国之间的“控制线”，并且条约规定任何一方均不能单方面改变現狀。联合国驻印度和巴基斯坦军事观察组负责监测并报告控制线沿线的停火。